# 崎戸島
崎戸島（さきとじま）は長崎県中部の西彼杵半島西方沖にある島。全島が長崎県西海市（2005年3月31日までは西彼杵郡崎戸町）に属する。

## 地理

### 概要
- 面積 - 約0.41km2
- 標高 - 76m[1]
- 周囲 - 約4km
- 人口 - 165人（2005年国勢調査）

五島灘に面し、西隣で干潮時には徒歩で渡ることもできる御床島と合わせて磯釣りスポットとしても知られている。地質は石炭層を含む砂岩・礫岩・泥岩から構成されている。
旧崎戸町の中心市街地や炭鉱跡等は北東方に隣接する蛎浦島にある。

## 歴史
江戸時代までは海上の「家船（えぶね）」を住処とする漁民や捕鯨を行う鯨組の根拠地となっていた。また、当時は異国船打払令が出されていたこともあり、崎戸島にも異国船や隠れキリシタンへの対策として大番所も設置されていた。

## 産業
一本釣りなどの沿岸漁業が中心となっている。また、磯釣りなどの目的で訪れる客に対する観光業も重要な産業である。

## スポット
- 北緯33度線展望台[1]

## 交通

### 島へのアクセス
蛎浦島との間に道路橋が架けられており、同島からのさいかい交通による路線バスが直通している。

### 島内交通
蛎浦島から直通するさいかい交通の路線バスが島西部にあるホテル咲き都まで運行されている。